# Gynoplistia (Gynoplistia) davidsoni
Gynoplistia (Gynoplistia) davidsoni is een tweevleugelige uit de familie steltmuggen (Limoniidae). De soort komt voor in het Australaziatisch gebied.